# Adolph Kiefer
Adolph Kiefer (Chicago, Illinois, 1918. június 27. – Wadsworth, Illinois, 2017. május 5.) olimpiai bajnok amerikai úszó.

## Pályafutása
Az 1936-os berlini olimpián 100 m hátúszásban 18 évesen aranyérmet nyert. 1935 és 1944 között 17 világrekordot állított fel. Tarics Sándor 2016. május 21-i halála után a berlini olimpia egyetlen élő olimpiai bajnoka lett.

## Sikerei, díjai
- Olimpiai játékok – 100 m hátúszás
  - aranyérmes: 1936, Berlin